# アレクサンダーの定理
数学において、アレクサンダーの定理(Alexander's theorem)は、すべての結び目、あるいは絡み目は閉じたブレイドとして表現することができるという定理である。定理の命名は、ジェームズ・アレクサンダー(J. W. Alexander)に因んでいる。
閉ブレイド(closed braid)は、最初はアレクサンダーにより結び目理論のツールとして考え出された。このことから結び目とブレイドに関する 2つの次のような基本的な問題を直接、定式化することができる。第一に、
与えられた結び目を常に閉ブレイドへ変換することが可能か否か？
アレクサンダーの定理 Alexander (1923) は、この問題への肯定的な答えを与える。結び目とブレイドの間の対応が１対１でないことは明らかであり（たとえば、共役ブレイドは同値な結び目をもたらす）、このことから第二の問題が自然に導かれる。
どのような閉ブレイドが、同一な形の結び目を表現するのか？
この問題へ答えるのが、マルコフの定理であり、任意の 2つのブレイドを関係つける「移動」(move)を与える。